# Poli (comuna)
Poli é uma comuna italiana da região do Lácio, província de Roma, com cerca de 2 161 habitantes. Estende-se por uma área de 21 km², tendo uma densidade populacional de 103 hab/km². Faz fronteira com Capranica Prenestina, Casape, Castel San Pietro Romano, Roma, San Gregorio da Sassola.

## Demografia
| Variação demográfica do município entre 1861 e 2011                               |
|                                                                                   |
| Fonte: Istituto Nazionale di Statistica (ISTAT) - Elaboração gráfica da Wikipedia |